# Cachena
La cachena est une race bovine élevée en Espagne et au Portugal. Dans ces deux pays, elle est la plus petite des races bovines.

## Origine

### Étymologique
Son nom provient du galicien et signifie « morceau d'une chose », en référence à sa petite taille.

### Géographique
Elle provient d'une zone transfrontalière, partagée entre la Province d'Ourense en Espagne et le district de Viana do Castelo au Portugal.
En Espagne, la race est restée majoritairement localisée dans sa région d'origine, mais a aussi fait des adeptes dans toute la Galice, comme dans quelques élevages du Pays basque d'Extrémadure et de Cantabrie. Après avoir subi les assauts de races plus productives, un herd-book, registre généalogique bovin, a été ouvert en 2000. Des mesures de protection et la mise à disposition de semence de mâles en insémination artificielle a permis aux effectifs de 200 à 400 individus entre 1986 et 1998, de dépasser les 5 000 en 2012
Au Portugal, l'insémination artificielle n'est pas disponible mais cela n'a pas empêché les effectifs de gagner du terrain, passant de 850 individus en 2004 à plus de 11 000 en 2013. Un herd-book portugais est utilisé pour répertorier les animaux de race pure. Ses qualités lui ont permis d'essaimer dans le pays : elle est présente dans toutes les régions, même si le noyau dur reste centré sur le district de Viana do Castelo.

## Morphologie

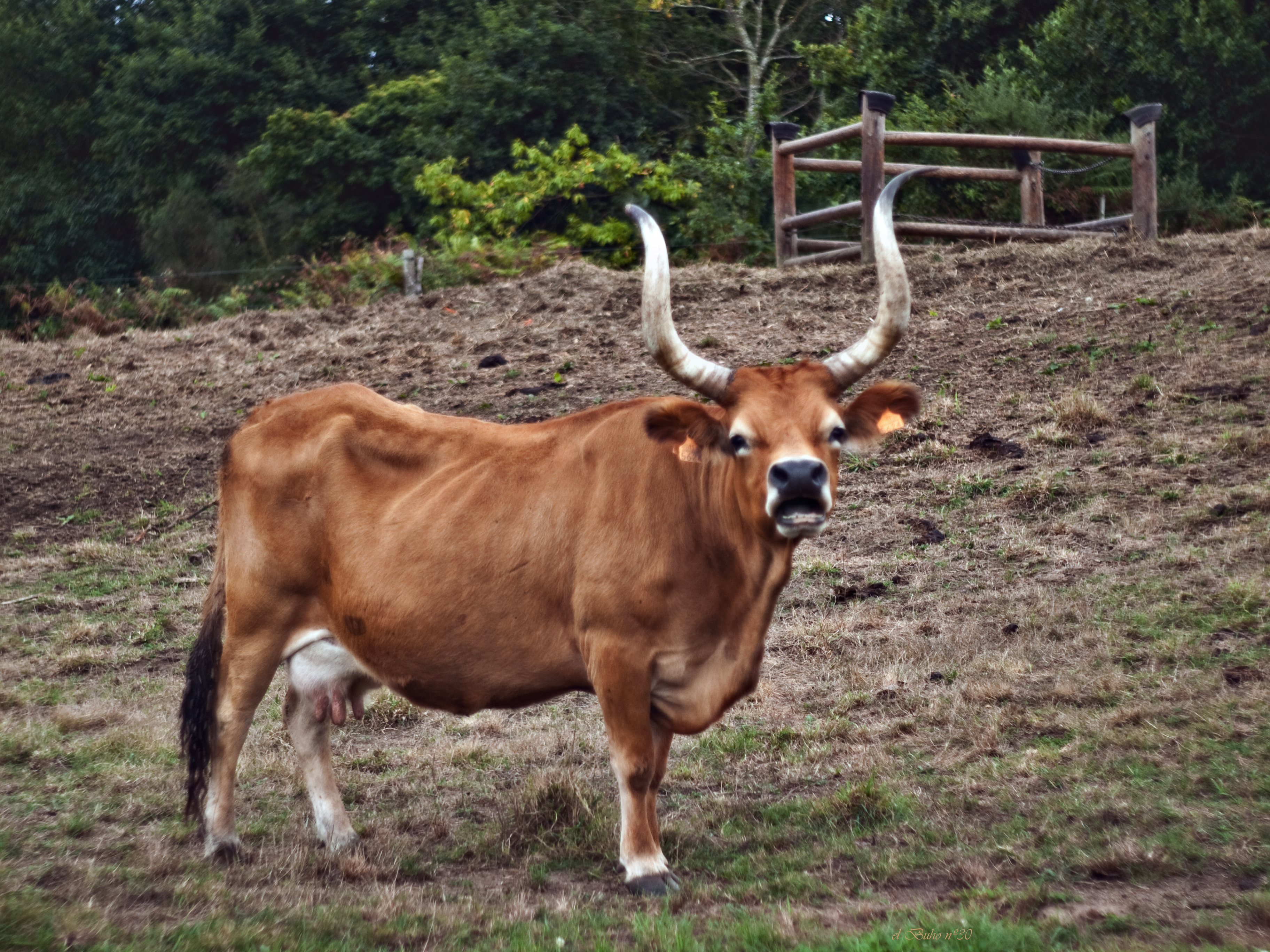
Tête caractéristique.

C'est une race de petite taille, taxée même de lilliputienne par une édition de 1936 de la géographie du royaume de Galice. Elle mesure entre 110 et 115 cm pour une masse de 350 kg pour les vaches et 550 kg pour les taureaux. La tête est longiligne et le profil droit. Les cornes sont de section circulaire, de couleur claire à pointe sombre. Elles sont très longues et torsadées. le cou est court avec un fanon important. Le ventre est volumineux et la ligne dorsale concave. Les membres sont fins et peu musclés, les pattes courtes donnent une silhouette ramassée et les sabots sont petits, sombres et durs.
La cachena porte une robe froment dont les nuances peuvent aller du froment clair à châtain. Les poils fins sont relativement clair et les poils longs qui poussent l'automne pour protéger les animaux l'hiver sont plus foncés ; les animaux peuvent alors avoir une teinte foncée chocolat. Le ventre, l'intérieur des membres et les organes sexuels sont plus clairs.

## Aptitudes
C'est une race rustique, la seule apte à tirer profit de la maigre et coriace végétation qui couvre la zone granitique et schisteuse de ses origines. Sa petite taille lui permet d'accepter plus facilement les pénuries alimentaires. Elle est souvent élevée en liberté relative, en plein air toute l'année et a su s'affranchir des soins des éleveurs, pour la vie courante comme pour les vêlages. Son contact parfois sporadique avec l'homme ne l'empêche pas d'être docile. Cet aspect a longtemps été mis à profit pour lui faire tracter charrettes et charrues. La vache produit du lait qui est parfois transformé en fromage. La production est de quinze kg sur une lactation de 180 jours de moyenne.
L'élevage le plus courant est celui de vache allaitante. Les vaches produisent des veaux en six-huit mois grâce à leur lait. Le coût est lié à l'absence de soin et à l'usage de terrains qu'elle est seule à pouvoir mettre en valeur. La taille réduite des carcasses est contrebalancée par la qualité de la viande. La chair est rose pâle pour le veau à rouge plus soutenu chez les animaux matures. Du gras intramusculaire est présent en petite quantité, juste pour rendre la viande savoureuse. Après cuisson, le viande est juteuse et tendre. Au Portugal, elle bénéficie d'une appellation d'origine protégée sous le terme « carne cachena da peneda DOP ».
Un nouvel usage est celui d'animal de parc zoologique ou ferme pédagogique. Sa petite taille et sa tête fine et expressive en sont la principale raison. Sa rusticité la prédispose comme mode écologique d'entretien de l'espace.

## Sources